# Jakob Danzer
Jakob Danzer (Taufname: Joseph) (* 4. März 1743 in Lengenfeld; † 4. September 1796 in Buchau, Württemberg) war ein katholischer Moraltheologe.
Der Bauernsohn Danzer trat nach dem Theologiestudium in das Benediktinerstift Isny ein, wo er 1767 zunächst Priester, dann Stiftsbibliothekar wurde. 1777 wurde er Lektor für Dogmatik, 1785 folgte ein Ruf der Universität Salzburg, wo Danzer zuerst Dogmatik, dann Moral- und Pastoraltheologie lehrte und Dekan der theologischen Fakultät war.
In seinen Schriften, u. a. der Anleitung zur christlichen Moral zeigte sich Danzer als Anhänger der Aufklärung. Als Aufklärer, Rationalist und Angehöriger des Illuminatenordens wurde Danzer 1792 wegen seines „nicht unbestrittenen sittlichen Rufes“ vom Lehramt suspendiert und trat in den Weltpriesterstand über. Danzer lebte zunächst in Linz und wurde 1795 Kanonikus in Buchau am Federsee, wo er 1796 starb.